# Raunkiærův systém životních forem

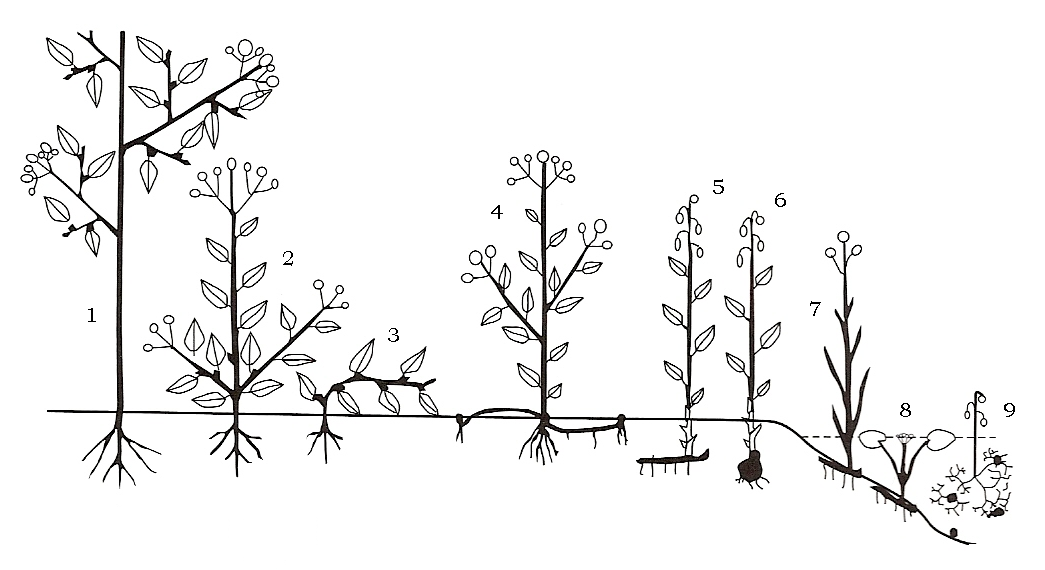
Životní formy rostlin (části rostlin přežívající nepříznivá období jsou vyznačeny černě):
1. fanerofyty, 2.–3. chamaefyty, 4. hemikryptofyty, 5.–9. kryptofyty, 5.–6. geofyty, 7. helofyty, 8.–9. hydrofyty. Therofyty, aerofyty a epifyty nejsou zobrazeny

Raunkiærův systém životních forem je systém, který vypracoval Christen C. Raunkiær. Publikoval ho ve své knize The Life Forms of Plants and Statistical Plant Geography (Životní formy rostlin a statistická fytogeografie) vydané v roce 1934. Systém rozděluje rostliny podle jejich charakteristického tvarového přizpůsobení ekologickým podmínkám do šesti skupin. Jedná se o epifyty, fanerofyty, chamaefyty, kryptofyty, hemikryptofyty a terofyty. Systém se brzy uchytil a stal se jedním z hlavních nástrojů pro třídění rostlin ve fytogeografii a ekologii. Později s postupem poznání ekologie rostlin byly přidány ještě další skupiny životních forem. Velkou nevýhodou systému je, že se používá celosvětově, ač byl původně specifikován pro rostliny mírného pásu. Vytlačil tak mnohdy výhodnější lokální systémy popisu životních forem rostlin.

## Epifyty
Epifyty jsou rostliny žijící na povrchu jiných rostlin, nejčastěji fanerofytů. Živiny přijímají ze vzdušné vlhkosti, nebo ze svých hostitelů poloparaziticky. Patří sem různé typy orchidejí, tilandsie či jmelí.

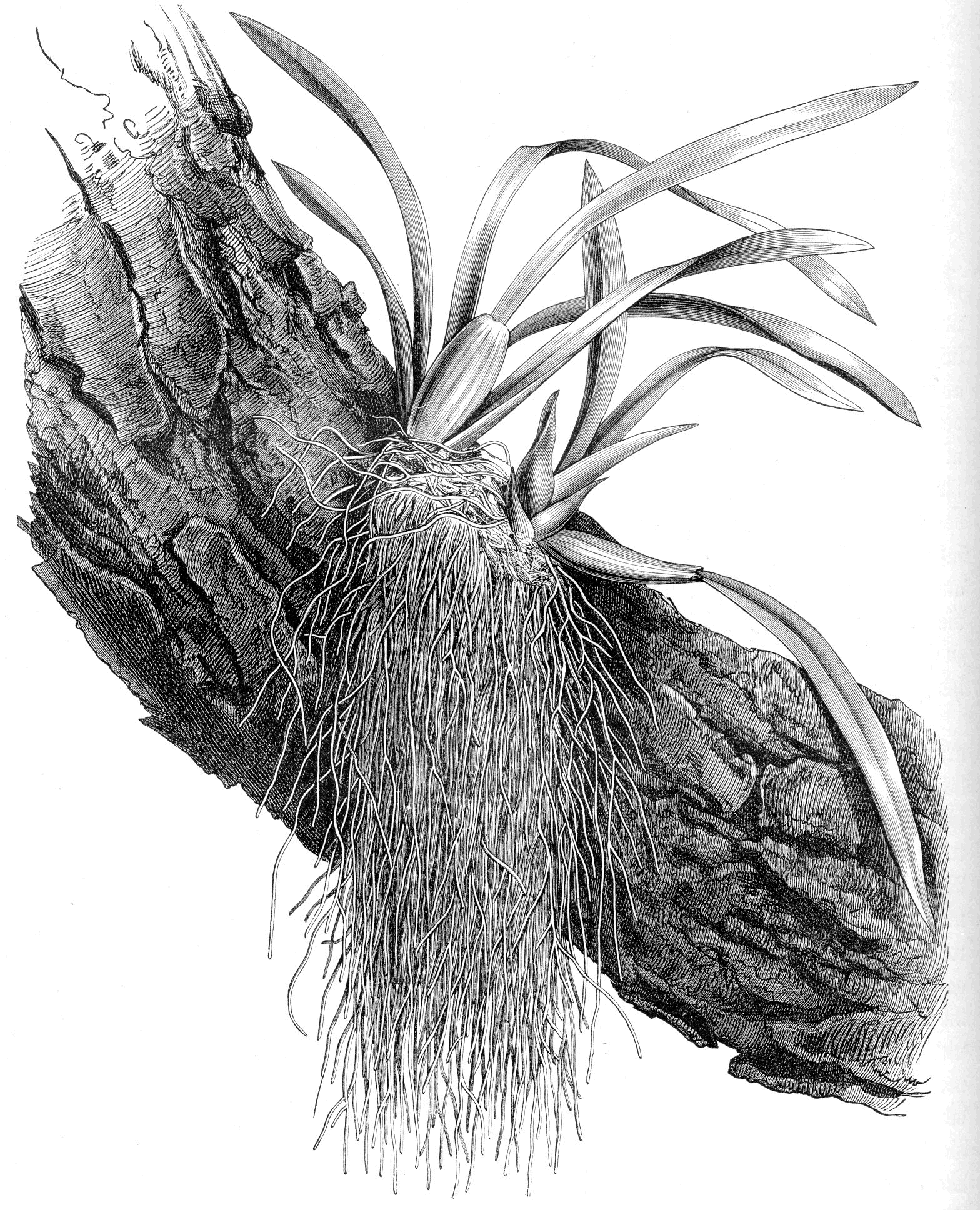
Orchidej
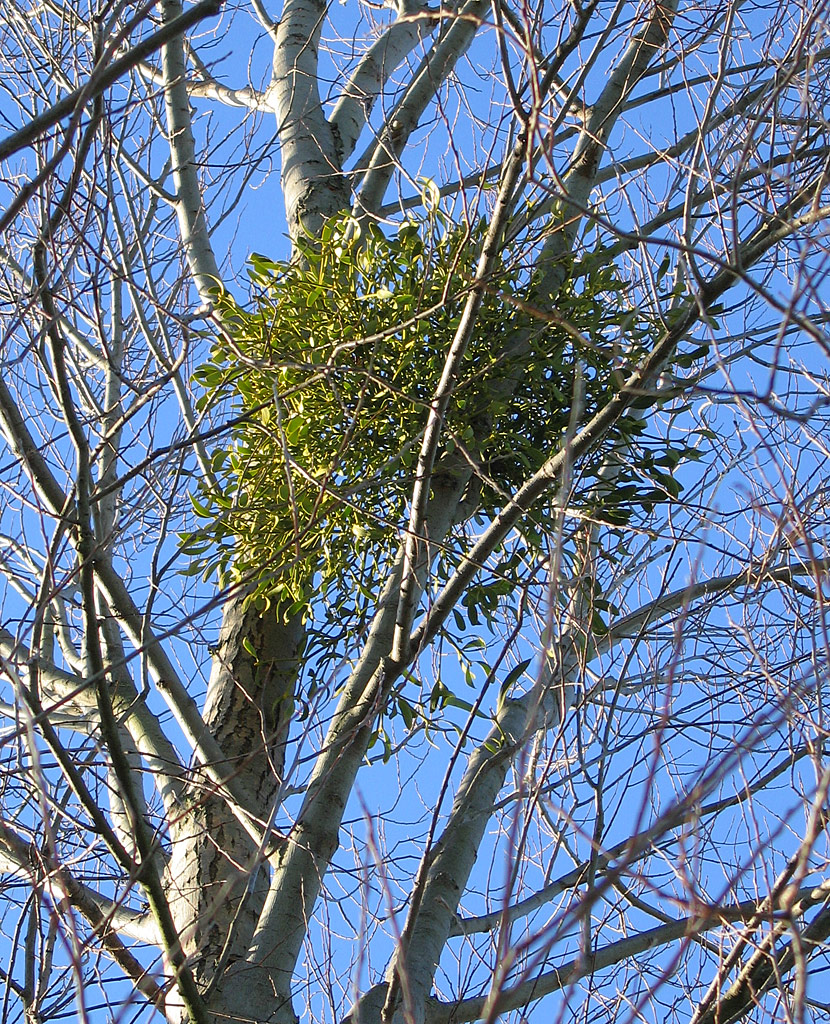
Jmelí
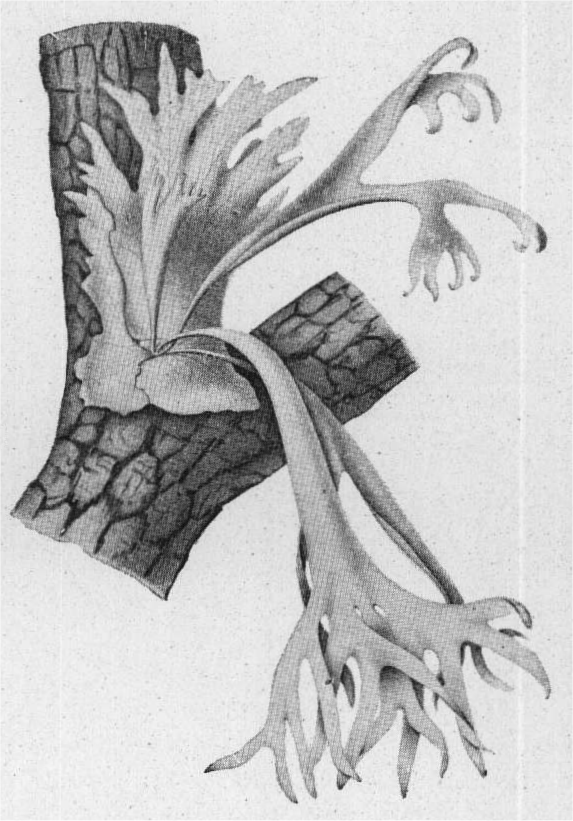
Platycerium
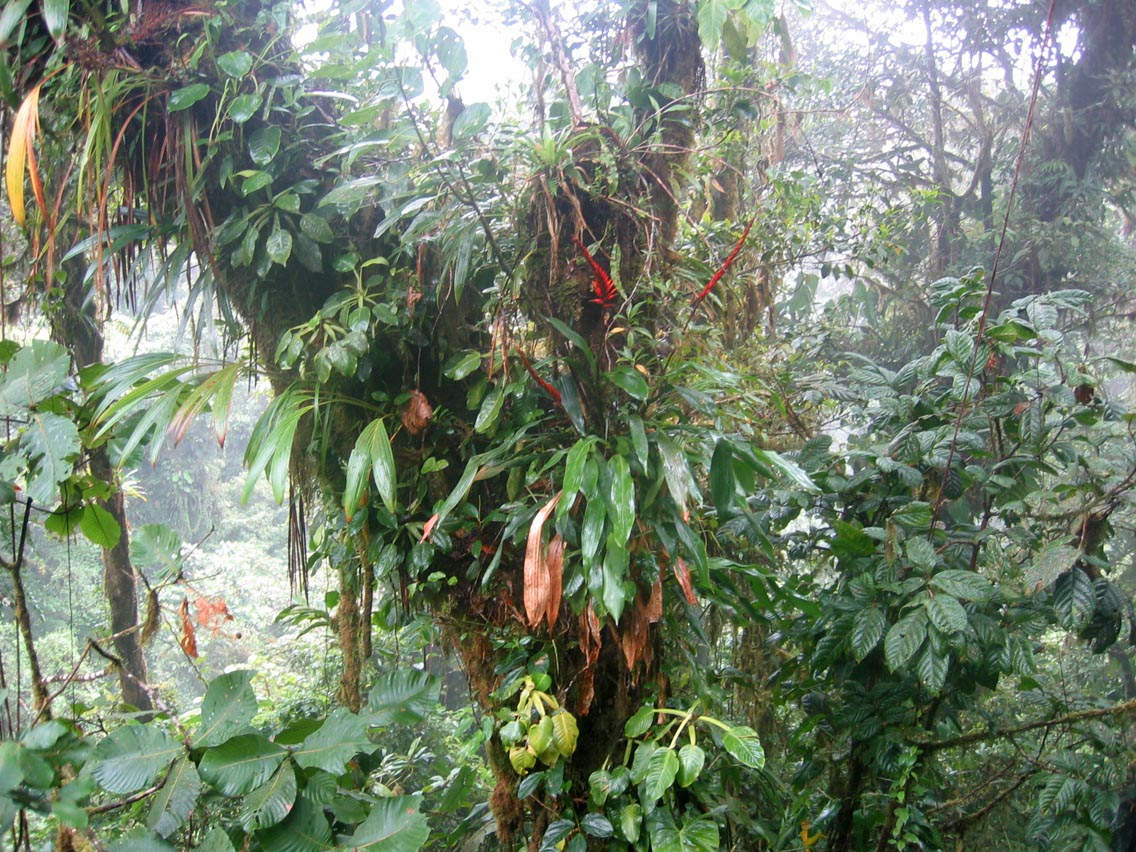
Různé druhy epifytů – Kostarika

Vodní epifyty se nazývají perifyty.

## Fanerofyty
Fanerofyty jsou rostliny, jejichž obnovovací pupeny se nacházejí výše než 30 cm nad povrchem země. Patří sem většina stromů a keřů, dále liány, sukulenty a xerofyty (pryšce).

## Chamaefyty
Chamaefyty jsou rostliny, jejichž obnovovací pupeny se nacházejí do 30 cm nad povrchem země. V nepříznivém období jsou tyto pupeny kryty šupinami nebo jinými orgány k tomu uzpůsobenými. Patří sem různé keříky, byliny (šalvěj, levandule), některé sukulenty a xerofyty, ale též mechy a lišejníky.

## Kryptofyty
Kryptofyty jsou dvouleté až vytrvalé rostliny přežívající část svého života v zásobních orgánech pod zemí (tzv. geofyty) nebo mající obnovovací pupeny pod vodou (tzv. hydrofyty). Patří sem kvetoucí rostliny, kapradiny, mechorosty, řasy a houby. Konkrétně se jedná o:
- geofyty – např. tulipán, cibule, modřenec…
- hydrofyty – např. lotos…

## Hemikryptofyty
Hemikryptofyty jsou vytrvalé až dvouleté rostliny s obnovovacími pupeny při povrchu země, kryté živými či odumřelými listy a jinými orgány. Jedná se například o rostliny s přízemními listovými růžicemi (sedmikráska), trsnaté rostliny (trávy, šáchorovité), korovité a lupenité lišejníky či játrovky.

## Terofyty
Terofyty jsou jednoleté rostliny s krátkým životním cyklem v jediném vegetačním období. Období sucha (zima) přežívají v semenech. Patří sem některé cévnaté rostliny, zvané též efeméry, některé řasy, houby a mechorosty.